# Crisis política en Venezuela de 2013
La crisis política en Venezuela de 2013 se refiere a los eventos ocurridos tras las elecciones presidenciales del mismo año, principalmente las manifestaciones ocurridas por el resultado electoral en el que Nicolás Maduro del Gran Polo Patriótico (GPP) fue electo presidente de Venezuela.

## Elecciones presidenciales
Tras las elecciones presidenciales del 14 de abril de 2013, Capriles desconoció el boletín emitido por el Consejo Nacional Electoral (CNE) y pidió un conteo del 100% de los votos, ya su comando de campaña reportó se habían detectado al menos 3.500 irregularidades durante el proceso de votación, petición a la cual también se sumó el rector del CNE Vicente Díaz y la cual fue apoyada por los gobiernos de España, Francia, Estados Unidos, Paraguay, y el secretario general de la OEA, José Miguel Insulza. Maduro en un principio aceptó la realización de la auditoría propuesta por la oposición.
Henrique Capriles presentó su solicitud formalmente el 17 de abril del 2013, con todas las denuncias correspondientes y la petición para la verificación total de las actas; el CNE se reunió por horas ese mismo día, hasta aceptar la verificación "en segunda fase", del 46% de las cajas de votación no auditadas al azar en un primer momento. Sin embargo, esta auditoría no fue avalada por Capriles, argumentando que la misma «tendría que haber sido llevada a cabo junto a una revisión de los cuadernos de votación», por lo cual el proceso fue impugnado ante el Tribunal Supremo de Justicia (TSJ).
El 11 de junio de 2013 el CNE anunció la finalización de la auditoría al 100% de los votos emitidos, una de las 18 auditorías que se realizaron durante todo el proceso, los resultados confirmaron la victoria de Maduro, puesto que se presentó un 0,02 por ciento de error, que el CNE justificó con las aclaraciones colocadas en las actas.
El TSJ en sentencia anunciada el 7 de agosto de 2013 por la magistrada y presidenta del poder judicial Gladys Gutiérrez, anunció que por unanimidad declararon inadmisibles todas las impugnaciones (al menos 10) a los resultados del 14 de abril de 2013. Argumentó, entre otros aspectos, falta de pruebas y la presentación de argumentos genéricos e imprecisos.
El 9 de septiembre del 2013 fue presentado ante la Comisión Interamericana de Derechos Humanos (CIDH) la impugnación de las elecciones, un día antes de que se hiciera efectiva la salida de Venezuela del mecanismo, el informe fue entregado al organismo por parte del abogado y miembro de la MUD Ramón José Medina que por su parte dijo: “Aspiramos que se anulen y se repitan esas elecciones, que fueron unas elecciones fraudulentas”.
La oposición venezolana presentará otro recurso de impugnación ante la Comisión de Derechos Humanos de la ONU en Ginebra. El 31 de octubre, en un mensaje vía YouTube, Capriles llamó a sus partidarios a votar masivamente en las elecciones municipales del 8 de diciembre de 2013 y a evitar las «trampas» que supuestamente habría cometido el gobierno en las elecciones del 14 de abril.

## Manifestaciones

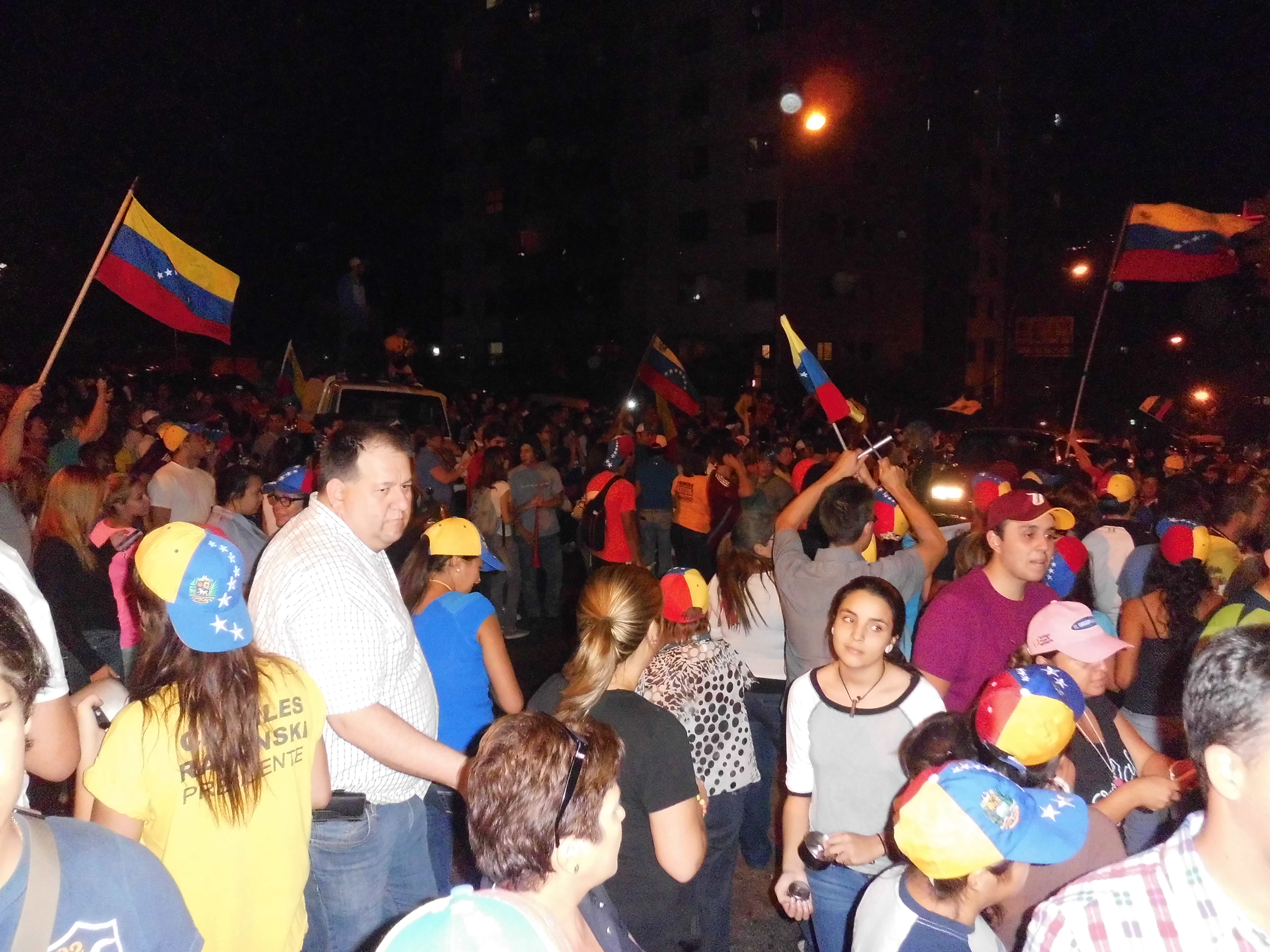
Cacerolazo contra Nicolás Maduro en La Boyera el 15 de abril.

Henrique Capriles convocó a un cacerolazo en rechazo a la proclamación de Nicolás Maduro como presidente de la República Bolivariana de Venezuela. La convocatoria fue realizada en una rueda de prensa para que se realizara la noche del 15 de abril de 2013 con la intención de exigir un nuevo conteo de los votos. En respuesta a estas manifestaciones, en una cadena nacional de radio y televisión a los cacerolazos, Nicolás Maduro convocó a sus seguidores a realizar un «cohetazo», refiriéndose a fuegos artificiales.
Como pidió Henrique Capriles Radonski, la oposición respondió con un cacerolazo acompañado por bocinazos por las calles, mientras los partidarios del chavismo y la oposición cruzaban acusaciones en torno al ajustado resultado de los comicios. Se produjeron incidentes en diferentes puntos del país con denuncias de quema de sedes de partidos, intentos de amedrentar a figuras del oficialismo y actos de violencia. Asimismo, se extendió el acuartelamiento o la disponibilidad de los oficiales de las policías de los estados y municipales entre, que quedaron bajo el control del Comando Estratégico Operacional de la Fuerza Armada Nacional Bolivariana. En total, hubo nueve muertos. Aunque el Observatorio Venezolano de Violencia reporto de 13 muertos (2 de ellos menores de edad arrollados por un camión en el estado Zulia que celebraban el triunfo de Maduro).